# Templo de Santa Rosa de Viterbo
O Templo de Santa Rosa de Viterbo, situado em Santiago de Querétaro, capital del estado de Querétaro, México, em honra de Santa Rosa de Viterbo (1233 – 1252), santa e virgem  a da Ordem Franciscana Secular, é um exemplo maravilhoso do Barroco Colonial mexicano.

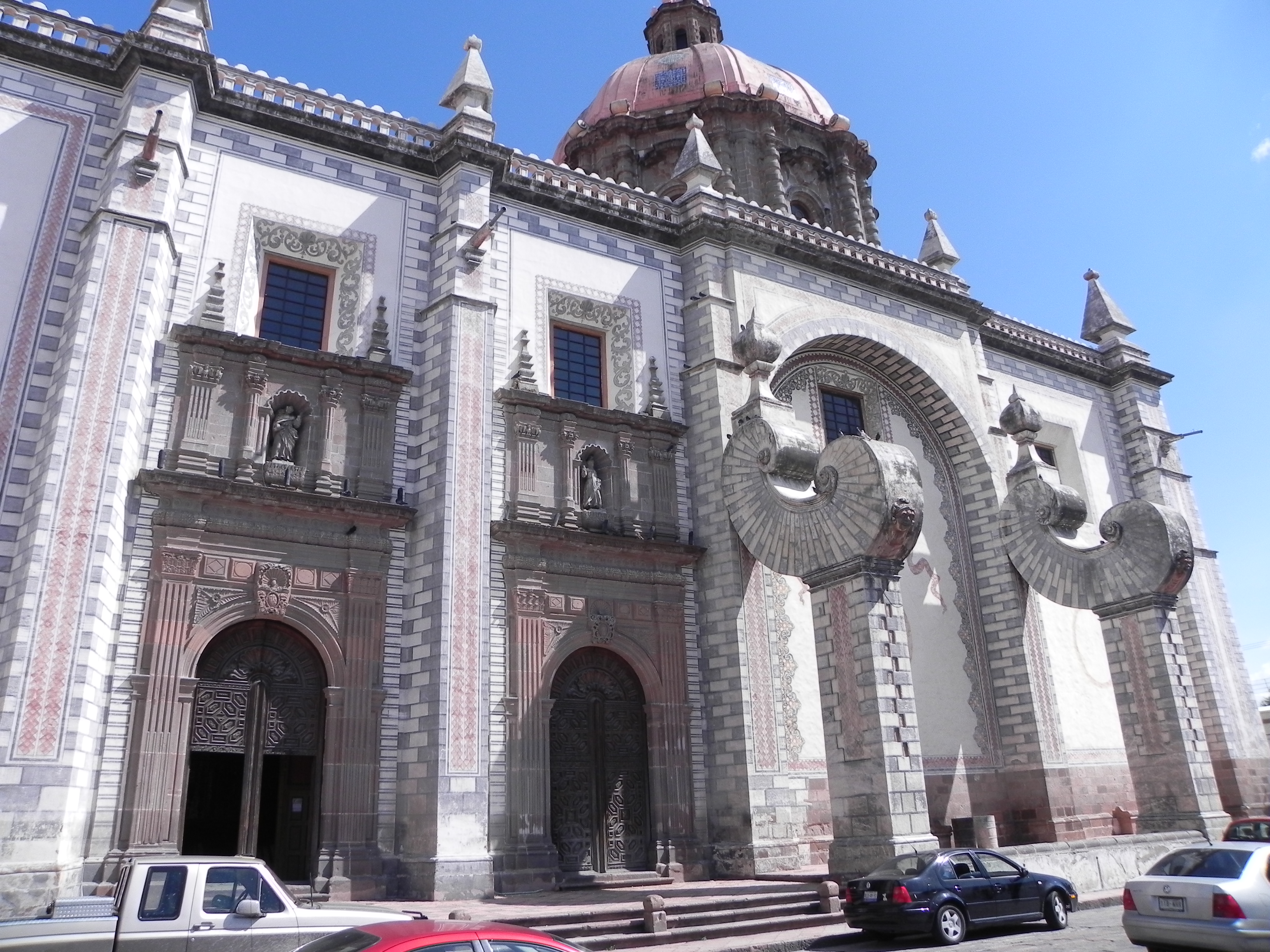
Santa Rosa del Viterbo, Queretaro

Sua construção se deu no final do Século XVII e início do XVIII. É obra do arquiteto queretano Francisco Martinez e, também, e principalmente do arquiteto e escultor Dom Ignacio Mariano de las Casas, a qual é considerada a Opera Prima. A maior parte do templo, o relógio da torre são obra de Ignacio Mariano de las Casas. É um tesouro da arquitetura capaz de fascinar os espíritos mais críticos.
Com uma história que abrange três séculos, este templo alberga cinco retábulos de estilo barroco, todos pintados no século XVIII por Ignacio Mariano de las Casas. Cada retábulo é adornado com plantas sinuosas, coroas e anjos em diferentes posturas, uma vez que não é de pedra e é dedicado a diferentes santos.